# Clasificación de UEFA para la Copa Mundial de Fútbol Playa FIFA 2025
La Clasificación de UEFA para la Copa Mundial de Fútbol Playa FIFA 2025 fue el torneo de fútbol playa de Europa realizado en Cádiz, España de los países afiliados a la UEFA para determinar a los cuatro clasificados a la Copa Mundial de Fútbol Playa FIFA 2025 a disputarse en Seychelles.

## Participantes
24 selecciones participaron en el evento. entre paréntesis aparece la posición en la clasificación de UEFA de la Beach Soccer Worldwide.
- Italia (1)
- Portugal (2)
- España (3)
- Bielorrusia (4)
- Suiza (5)
- Ucrania (6)
- Alemania (7)
- Francia (8)
- Moldavia (9)
- Azerbaiyán (10)
- Polonia (11)
- República Checa (12)
- Turquía (14)
- Estonia (15)
- Dinamarca (16)
- Lituania (17)
- Noruega (18)
- Inglaterra (19)
- Rumania (20)
- Malta (21)
- Georgia (22)
- Kazajistán (27)
- Bélgica (28)

## Primera Ronda

### Grupo A
| Pos. | Equipo     | Pts. | PJ | G | W+ | WP | P | GF | GC | Dif. | Clasificación |
| ---- | ---------- | ---- | -- | - | -- | -- | - | -- | -- | ---- | ------------- |
| 1    | España (H) | 9    | 3  | 3 | 0  | 0  | 0 | 29 | 4  | +25  | Segunda Ronda |
| 2    | Azerbaiyán | 6    | 3  | 2 | 0  | 0  | 1 | 11 | 9  | +2   | Segunda Ronda |
| 3    | Inglaterra | 2    | 3  | 0 | 1  | 0  | 2 | 6  | 15 | −9   | Segunda Ronda |
| 4    | Georgia    | 0    | 3  | 0 | 0  | 0  | 3 | 5  | 23 | −18  |               |

 Fuente: BSWW
| 4-10-2024 | Azerbaiyán                             | 4–0     | Inglaterra | Cádiz, España            |                          |
|           | - Sabir 5', 28' - Orkhan 9' - Amid 30' | Reporte |            | Árbitro(s): Mehdi Sayoud | Árbitro(s): Mehdi Sayoud |

| 4-10-2024 | Georgia      | 1–13    | España                                                                                              | Cádiz, España            |                          |
|           | Jalagania 5' | Reporte | - Chiky 1', 5', 17', 33', 34' - Ramy 2' - Kuman 3', 8', 9', 17' - Suli Batis 3', 27' - D. Ardil 15' | Árbitro(s): Sergio Gomes | Árbitro(s): Sergio Gomes |

| 5-10-2024 | Azerbaiyán                                                                    | 7–2     | Georgia            | Cádiz, España               |                             |
|           | - Sabir 5' - Elshad 14', 29' - Ramil 31' - Amid 31' - Kamran 34' - Bayram 35' | Reporte | Shamiladze 5', 35' | Árbitro(s): Vitalij Gomolko | Árbitro(s): Vitalij Gomolko |

| 5-10-2024 | España | 9–3     | Inglaterra                            | Cádiz, España                |                              |
|           | - Ramy 2' - J. Arias 4' - Suli Batis 11', 15' - Juanmi 12' - J. Oliver 13' - Joselito 24' - Domingo 28' - Pedro 32' | Reporte | - Friery 25' - Grossett 36' - Day 36' | Árbitro(s): Vladimir Tashkov | Árbitro(s): Vladimir Tashkov |

| 7-10-2024 | Inglaterra                    | 3–2 (t. s.) | Georgia                      | Cádiz, España            |                          |
|           | - Clarke 8', 11' - Lawson 38' | Reporte     | - Jalagania 2' - Lomidze 22' | Árbitro(s): Sergio Gomes | Árbitro(s): Sergio Gomes |

| 7-10-2024 | España                                                                            | 7–0     | Azerbaiyán | Cádiz, España                           |                                         |
|           | - Chiky 1', 6' - Suli Batis 5' - D. Ardil 18', 35' - J. Oliver 18' - Joselito 19' | Reporte |            | Árbitro(s): Aurélien Planchais-Godefroy | Árbitro(s): Aurélien Planchais-Godefroy |

### Grupo B
| Pos. | Equipo          | Pts. | PJ | G | W+ | WP | P | GF | GC | Dif. | Clasificación |
| ---- | --------------- | ---- | -- | - | -- | -- | - | -- | -- | ---- | ------------- |
| 1    | Italia          | 6    | 2  | 2 | 0  | 0  | 0 | 19 | 5  | +14  | Segunda Ronda |
| 2    | Dinamarca       | 6    | 3  | 2 | 0  | 0  | 1 | 19 | 9  | +10  | Segunda Ronda |
| 3    | República Checa | 0    | 3  | 0 | 0  | 0  | 3 | 5  | 29 | −24  |               |
| 4    | Rumania         | 0    | 0  | 0 | 0  | 0  | 0 | 0  | 0  | 0    | Abandonó      |

 Fuente: BSWW
Notas:
1. ↑  Rumania abandonó el torneo luego de que varios de sus jugadores convocados no pudieron ir por tener otros compromisos.[7]

| 4-10-2024 | República Checa | 0–6     | Dinamarca                                                       | Cádiz, España                |                              |
|           |                 | Reporte | - Madsen 6', 17' - Stubgaard 13', 22' - Schmidt 28' - Lucht 34' | Árbitro(s): Vladimir Tashkov | Árbitro(s): Vladimir Tashkov |

| 5-10-2024 | Italia                                                                            | 6–3     | Dinamarca                               | Cádiz, España                           |                                         |
|           | - Casapieri 7' - Bertacca 11' - Giordani 14', 14' - Damm 33' (a.g.) - Sciacca 36' | Reporte | - Madsen 27' - Frandsen 30' - Lucht 31' | Árbitro(s): Aurélien Planchais-Godefroy | Árbitro(s): Aurélien Planchais-Godefroy |

| 7-10-2024 | Italia | 13–2    | República Checa           | Cádiz, España                |                              |
|           | - D'Agostino 5' - Bertacca 6' - Giordani 8' - Sciacca 11' - Andriani 16', 26' - Fazzini 20' - Josep Jr. 22' - Fazzini 29', 34' - Alla 30', 36' - Barsotti 31' | Reporte | - Folejtar 20' - Ruda 27' | Árbitro(s): Łukasz Ostrowski | Árbitro(s): Łukasz Ostrowski |

| 8-10-2024                    | Dinamarca                                                                                       | 10–3    | República Checa                     | Cádiz, España            |                          |
|                              | - Frandsen 8' - Damm 8', 29', 30', 34' - Stubgaard 8' - Dorph 11', 34' - Lucht 20' - Brizze 35' | Reporte | - Slegr 2' - Ruda 20' - Radosta 36' | Árbitro(s): Sergio Gomes | Árbitro(s): Sergio Gomes |
| Partido por el segundo lugar |                                                                                                 |         |                                     |                          |                          |

### Grupo C
| Pos. | Equipo     | Pts. | PJ | G | W+ | WP | P | GF | GC | Dif. | Clasificación |
| ---- | ---------- | ---- | -- | - | -- | -- | - | -- | -- | ---- | ------------- |
| 1    | Portugal   | 9    | 3  | 3 | 0  | 0  | 0 | 24 | 5  | +19  | Segunda ronda |
| 2    | Estonia    | 6    | 3  | 2 | 0  | 0  | 1 | 14 | 7  | +7   | Segunda ronda |
| 3    | Alemania   | 3    | 3  | 1 | 0  | 0  | 2 | 14 | 18 | −4   | Segunda ronda |
| 4    | Kazajistán | 0    | 3  | 0 | 0  | 0  | 3 | 6  | 28 | −22  |               |

 Fuente: BSWW
| 4-10-2024 | Alemania      | 2–5     | Estonia                                                               | Cádiz, España               |                             |
|           | Olli 23', 31' | Reporte | - Lilleorg 8' - Nõmmiko 15' - Kigaste 17' - Thomson 23' - Alaväli 36' | Árbitro(s): Alejandro Ojaos | Árbitro(s): Alejandro Ojaos |

| 4-10-2024 | Kazajistán | 0–12    | Portugal | Cádiz, España                 |                               |
|           |            | Reporte | - A. Lourenço 7' - Léo Martins 7', 34' - Bê Martins 9' - M. Pintado 17', 35' - P. Mano 20' - Jordan 27' - B. Lopes 28', 31', 36' - R. Pinhal 32' | Árbitro(s): Saverio Bottalico | Árbitro(s): Saverio Bottalico |

| 6-10-2024 | Alemania | 9–6     | Kazajistán                                                                  | Cádiz, España            |                          |
|           | - Peterson 10', 13' - Olli 12' - Baaske 20' - Sand 23' - Hoeveler 24' - Poburski 25' - Niebel 30' - Kaufmann 30' | Reporte | - Ashimov 12', 26' - Chornyy 20' - Demeshko 29' - Gulyy 30' - Arsamakov 31' | Árbitro(s): Matthieu Dor | Árbitro(s): Matthieu Dor |

| 6-10-2024 | Portugal                                          | 5–2     | Estonia                 | Cádiz, España               |                             |
|           | - Léo Martins 8', 10', 25', 35' - R. Brilhante 5' | Reporte | - Marmor 28' - Raku 32' | Árbitro(s): Vitalij Gomolko | Árbitro(s): Vitalij Gomolko |

| 7-10-2024 | Estonia                                                                                | 7–0     | Kazajistán | Cádiz, España                |                              |
|           | - Thomson 8' - Munskind 12', 16' - Marmor 19' - Alaväli 25' - Nõmmiko 28' - Kotter 31' | Reporte |            | Árbitro(s): Vladimir Tashkov | Árbitro(s): Vladimir Tashkov |

| 7-10-2024 | Portugal                                                                        | 7–3     | Alemania                                         | Cádiz, España           |                         |
|           | - Jordan 2', 21', 22' - Léo Martins 10' - M. Pintado 12', 30' - D. Algarvio 17' | Reporte | - Peterson 21' - Schulte 25' - Jordan 34' (a.g.) | Árbitro(s): Csaba Baghy | Árbitro(s): Csaba Baghy |

### Grupo D
| Pos. | Equipo      | Pts. | PJ | G | W+ | WP | P | GF | GC | Dif. | Clasificación |
| ---- | ----------- | ---- | -- | - | -- | -- | - | -- | -- | ---- | ------------- |
| 1    | Bielorrusia | 6    | 2  | 2 | 0  | 0  | 0 | 19 | 5  | +14  | Segunda Ronda |
| 2    | Moldavia    | 6    | 3  | 2 | 0  | 0  | 1 | 15 | 14 | +1   | Segunda Ronda |
| 3    | Bélgica     | 0    | 3  | 0 | 0  | 0  | 3 | 7  | 22 | −15  | Segunda Ronda |
| 4    | Turquía     | 0    | 0  | 0 | 0  | 0  | 0 | 0  | 0  | 0    | Abandonó      |

 Fuente: BSWW
Notas:
1. ↑  Turquía abandonó el torneo por problemas financieros.[8]

| 4-10-2024 | Bielorrusia | 11–1    | Bélgica   | Cádiz, España                  |                                |
|           | - Hardzetski 2', 34' - Bokach 5' - Hapon 11', 14', 21' - Drozd 18' - Chaikouski 22' - Piatrouski 24' - Bryshtel 29', 36' | Reporte | Tilly 14' | Árbitro(s): Wilson Castanheira | Árbitro(s): Wilson Castanheira |

| 6-10-2024 | Moldavia                                                        | 6–4     | Bélgica                                       | Cádiz, España                          |                                        |
|           | - Graur 7' - Cojocari 9', 25' - Ceh 16' - Ignat 23' - Turta 32' | Reporte | - Ennya 2', 25' - Tilly 14' - Depotbecker 33' | Árbitro(s): Francisco De Oses Bumedien | Árbitro(s): Francisco De Oses Bumedien |

| 7-10-2024 | Bielorrusia                                                                  | 8–4     | Moldavia                                 | Cádiz, España               |                             |
|           | - Bryshtel 6', 17', 28' - Ryabko 23', 34' - Bokach 25', 36' - Piatrouski 36' | Reporte | - Turta 8', 18' - Ignat 28' - Sîrghi 32' | Árbitro(s): Alejandro Ojaos | Árbitro(s): Alejandro Ojaos |

| 8-10-2024                     | Moldavia                                      | 5–2     | Bélgica                      | Cádiz, España                 |                               |
|                               | - Ignat 8' - Turta 30' - Florea 36', 36', 36' | Reporte | - Depotbecker 6' - Hanon 36' | Árbitro(s): Saverio Bottalico | Árbitro(s): Saverio Bottalico |
| Play-off por el segundo lugar |                                               |         |                              |                               |                               |

### Grupo E
| Pos. | Equipo   | Pts. | PJ | G | W+ | WP | P | GF | GC | Dif. | Clasificación |
| ---- | -------- | ---- | -- | - | -- | -- | - | -- | -- | ---- | ------------- |
| 1    | Suiza    | 9    | 3  | 3 | 0  | 0  | 0 | 29 | 9  | +20  | Segunda Ronda |
| 2    | Francia  | 6    | 3  | 2 | 0  | 0  | 1 | 20 | 12 | +8   | Segunda Ronda |
| 3    | Lituania | 3    | 3  | 1 | 0  | 0  | 2 | 10 | 12 | −2   | Segunda Ronda |
| 4    | Malta    | 0    | 3  | 0 | 0  | 0  | 3 | 2  | 28 | −26  |               |

 Fuente: BSWW
| 5-10-2024 | Francia                       | 2–1     | Lituania     | Cádiz, España                |                              |
|           | - Gosselin 8' - Basquaise 16' | Reporte | Kliukoit 29' | Árbitro(s): Łukasz Ostrowski | Árbitro(s): Łukasz Ostrowski |

| 5-10-2024 | Malta | 0–10    | Suiza                                                                                                   | Cádiz, España            |                          |
|           |       | Reporte | - Steinemann 3' - Borer 10', 23', 27' - Stankovic 14', 19', 26' - Gmür 20' - J. Knöpfli 34' - Hodel 35' | Árbitro(s): Moreno Longo | Árbitro(s): Moreno Longo |

| 6-10-2024 | Francia | 13–2    | Malta                       | Cádiz, España             |                           |
|           | - Micallef 5' (a.g.) - Laassami 12', 35' - Constant 14' - Varrel 15', 27', 30' - Artuphel 17', 20' - Vernhet 21', 33' - Guerin 24' - Maison 28' | Reporte | - M. Agius 23' - Venuto 31' | Árbitro(s): José Pardeiro | Árbitro(s): José Pardeiro |

| 6-10-2024 | Suiza | 10–4    | Lituania                                                | Cádiz, España                 |                               |
|           | - Hodel 3', 35' - Borer 9', 10', 16', 36' - J. Knöpfli 14' - Spacca 20' - Novičkov 33' (a.g.) - Stankovic 36' | Reporte | - Misev 19' (a.g.) - Plytnikas 16', 26' - Lebedevas 17' | Árbitro(s): Saverio Bottalico | Árbitro(s): Saverio Bottalico |

| 8-10-2024 | Lituania                                                             | 5–0     | Malta | Cádiz, España               |                             |
|           | - Plytnikas 5', 12' - Novičkov 23' - Borščevskis 29' - Lebedevas 32' | Reporte |       | Árbitro(s): Alejandro Ojaos | Árbitro(s): Alejandro Ojaos |

| 8-10-2024 | Suiza                                                                        | 9–5     | Francia                                      | Cádiz, España                |                              |
|           | - Stankovic 7', 11', 27' - Borer 10', 27' - Eliott 17' - Hodel 19', 23', 34' | Reporte | - Laassami 4', 25', 32' - Basquaise 33', 33' | Árbitro(s): Łukasz Ostrowski | Árbitro(s): Łukasz Ostrowski |

### Grupo F
| Pos. | Equipo  | Pts. | PJ | G | W+ | WP | P | GF | GC | Dif. | Clasificación |
| ---- | ------- | ---- | -- | - | -- | -- | - | -- | -- | ---- | ------------- |
| 1    | Polonia | 6    | 2  | 2 | 0  | 0  | 0 | 14 | 2  | +12  | Segunda Ronda |
| 2    | Ucrania | 6    | 3  | 2 | 0  | 0  | 1 | 15 | 12 | +3   | Segunda Ronda |
| 3    | Noruega | 0    | 3  | 0 | 0  | 0  | 3 | 5  | 20 | −15  |               |

 Fuente: BSWW
| 5-10-2024 | Ucrania                                                                                          | 8–2     | Noruega               | Cádiz, España             |                           |
|           | - Pashko 1' - Sirenko 4' - Levchenko I. 5', 10' - Glutskyi 9' - Zborovskyi 10', 20' - Nerush 29' | Reporte | - Gaare 10' - Lie 22' | Árbitro(s): Sergio Moreno | Árbitro(s): Sergio Moreno |

| 6-10-2024 | Polonia                                                                                | 6–1     | Noruega     | Cádiz, España                  |                                |
|           | - Kłopeć 2' - Pietrasiak 3' - Gajda 9' - Jesionowski 10' - Bistuła 12' - Błaszczyk 12' | Reporte | Haaland 24' | Árbitro(s): Eduards Borisevics | Árbitro(s): Eduards Borisevics |

| 7-10-2024 | Ucrania        | 1–8     | Polonia                                                                                            | Cádiz, España                          |                                        |
|           | Zborovskyi 25' | Reporte | - Karolak 5' - Jesionowski 6' - Brochocki 11', 15', 35' - Kłopeć 12' - Bistuła 23' - Błaszczyk 28' | Árbitro(s): Francisco De Oses Bumedien | Árbitro(s): Francisco De Oses Bumedien |

| 8-10-2024                     | Ucrania                                                                           | 6–2     | Noruega                     | Cádiz, España            |                          |
|                               | - Glutskyi 3', 14' - Lystopad 17' - Pashko 26' - Levchenko I. 28' - Borsuk A. 29' | Reporte | - Risanger 21' - Paulos 21' | Árbitro(s): Matthieu Dor | Árbitro(s): Matthieu Dor |
| Play-off por el segundo lugar |                                                                                   |         |                             |                          |                          |

### Clasificación de los mejores terceros
| Pos. | Grp | Equipo          | Pts. | PJ | G | W+ | WP | P | GF | GC | Dif. | Clasificación |
| ---- | --- | --------------- | ---- | -- | - | -- | -- | - | -- | -- | ---- | ------------- |
| 1    | E   | Lituania        | 3    | 3  | 1 | 0  | 0  | 2 | 10 | 12 | −2   | Segunda Ronda |
| 2    | C   | Alemania        | 3    | 3  | 1 | 0  | 0  | 2 | 14 | 18 | −4   | Segunda Ronda |
| 3    | A   | Inglaterra      | 2    | 3  | 0 | 1  | 0  | 2 | 6  | 15 | −9   | Segunda Ronda |
| 4    | D   | Bélgica         | 0    | 3  | 0 | 0  | 0  | 3 | 7  | 22 | −15  | Segunda Ronda |
| 5    | F   | Noruega         | 0    | 3  | 0 | 0  | 0  | 3 | 5  | 20 | −15  |               |
| 6    | B   | República Checa | 0    | 3  | 0 | 0  | 0  | 3 | 5  | 29 | −24  |               |

 Fuente: BSWW

## Segunda Ronda
Los ganadores avanzan a la tercera ronda.
| 9-10-2024 | Dinamarca                                            | 4–3     | Moldavia                        | Cádiz, España               |                             |
|           | - Dorph 1' - Frandsen 20' - Lucht 21' - Wegeberg 31' | Reporte | - Sîrghi 6' - Cojocari 10', 21' | Árbitro(s): Alejandro Ojaos | Árbitro(s): Alejandro Ojaos |

| 9-10-2024 | Francia                                                            | 5–4 (t. s.) | Ucrania                                        | Cádiz, España               |                             |
|           | - Varrel 11' - Gosselin 21' - Bru 28' - Maison 35' - Basquaise 38' | Reporte     | - Lystopad 6' - Levchenko 7' - Pashko 16', 32' | Árbitro(s): Vitalij Gomolko | Árbitro(s): Vitalij Gomolko |

| 9-10-2024 | Suiza                                                     | 6–3     | Estonia                                | Cádiz, España            |                          |
|           | - Misev 2' - Hodel 12' - Spacca 13', 20' - Borer 15', 24' | Reporte | - Raku 16' - Marmor 29' - Munskind 34' | Árbitro(s): Sergio Gomes | Árbitro(s): Sergio Gomes |

| 9-10-2024 | Polonia                                      | 3–1     | Alemania | Cádiz, España                 |                               |
|           | - Poźniak 8' - Błaszczyk 18' - Brochocki 19' | Reporte | Olli 35' | Árbitro(s): Saverio Bottalico | Árbitro(s): Saverio Bottalico |

| 9-10-2024 | Italia | 9–2     | Inglaterra                  | Cádiz, España            |                          |
|           | - Alla 6' - Fazzini 8' - Andriani 9' - Barsotti 11' - Bertacca 14' - Remedi 15', 35' - Zurlo 20' - Sciacca 23' | Reporte | - Clarke 18' - Grossett 25' | Árbitro(s): Matthieu Dor | Árbitro(s): Matthieu Dor |

| 9-10-2024 | Bielorrusia | 3–0 (Acreditado) | Lituania | Cádiz, España                |                              |
| |             | Reporte          |          | Árbitro(s): Łukasz Ostrowski | Árbitro(s): Łukasz Ostrowski |
| Lituania se negó a jugar ante Bielorrusia como protesta por la Participación de Bielorrusia en la invasión rusa de Ucrania. por razones administrativas a Bielorrusia le dieron la victoria por abandono. |             |                  |          |                              |                              |

| 9-10-2024 | Portugal | 13–5    | Azerbaiyán                                   | Cádiz, España                |                              |
|           | - Jordan 6', 14', 24' - B. Lopes 10', 29', 30' - M. Pintado 11', 29' - Léo Martins 13' - Bê Martins 21' - P. Mano 22' - Dias 27' - A. Lourenço 32' | Reporte | - Orkhan 3', 6', 30' - Ramil 14' - Sabir 22' | Árbitro(s): Vladimir Tashkov | Árbitro(s): Vladimir Tashkov |

| 9-10-2024 | España | 13–2    | Bélgica                    | Cádiz, España                           |                                         |
|           | - Suli Batis 4', 21', 28' - Kuman 8', 14' - Pedro 9' - Chiky 13' - Ridu 22', 36' - J. Oliver 25' - D Ardil 35' - Joselito 36', 36' | Reporte | - La Rocca 19' - Tilly 23' | Árbitro(s): Aurélien Planchais-Godefroy | Árbitro(s): Aurélien Planchais-Godefroy |

## Tercera Ronda

### Grupo 1
| Pos. | Equipo      | Pts. | PJ | G | W+ | WP | P | GF | GC | Dif. | Clasificación |
| ---- | ----------- | ---- | -- | - | -- | -- | - | -- | -- | ---- | ------------- |
| 1    | Italia      | 6    | 3  | 2 | 0  | 0  | 1 | 23 | 6  | +17  | Clasificado   |
| 2    | Bielorrusia | 6    | 3  | 2 | 0  | 0  | 1 | 18 | 13 | +5   | Clasificado   |
| 3    | Suiza       | 3    | 3  | 1 | 0  | 0  | 2 | 7  | 23 | −16  |               |
| 4    | Dinamarca   | 2    | 3  | 0 | 1  | 0  | 2 | 6  | 12 | −6   |               |

 Fuente: BSWW
| 10-10-2024 | Suiza                           | 3–9     | Bielorrusia | Cádiz, España                |                              |
|            | - Steinemann 1', 35' - Hodel 4' | Reporte | - Avgustov 3', 11' - Bokach 4' - Hardzetski 11' - Bryshtel 22' - Piatrouski 27' - Novikau 27' - Kanstantsinau 30' - Hapon 35' | Árbitro(s): Vladimir Tashkov | Árbitro(s): Vladimir Tashkov |

| 10-10-2024 | Dinamarca                                    | 3–2 (t. s.) | Italia                     | Cádiz, España                  |                                |
|            | - Bertacca 11' (a.g.) - Damm 28' - Dorph 38' | Reporte     | - Remedi 9' - Bertacca 12' | Árbitro(s): Eduards Borisevics | Árbitro(s): Eduards Borisevics |

| 11-10-2024 | Bielorrusia                                | 3–9     | Italia | Cádiz, España            |                          |
|            | - Hapon 13' - Chaikouski 32' - Novikau 32' | Reporte | - Fazzini 3' - D'Agostino 8', 14' - Bertacca 10' - Bryshtel 20' (a.g.) - Josep Jr. 20' - Remedi 28' - Zurlo 34', 34' | Árbitro(s): Sergio Gomes | Árbitro(s): Sergio Gomes |

| 11-10-2024 | Dinamarca                  | 2–4     | Suiza                                      | Cádiz, España            |                          |
|            | - Damm 20' - Stubgaard 22' | Reporte | - Spacca 10', 26' - Eliott 31' - Hodel 32' | Árbitro(s): Matthieu Dor | Árbitro(s): Matthieu Dor |

| 12-10-2024 | Bielorrusia                                                                                 | 6–1     | Dinamarca  | Cádiz, España                |                              |
|            | - Novikau 9' - Frandsen 14' (a.g.) - Hapon 25' - Hardzetski 26' - Avgustov 27' - Ryabko 34' | Reporte | Madsen 21' | Árbitro(s): Vladimir Tashkov | Árbitro(s): Vladimir Tashkov |

| 12-10-2024 | Italia | 12–0    | Suiza | Cádiz, España                |                              |
|            | - Sciacca 4' - D'Agostino 10', 22' - Josep Jr. 13', 20' - Giordani 16' - Alla 18' - Bertacca 21', 33' - Remedi 22' - Andriani 34', 36' | Reporte |       | Árbitro(s): Łukasz Ostrowski | Árbitro(s): Łukasz Ostrowski |

### Grupo 2
| Pos. | Equipo   | Pts. | PJ | G | W+ | WP | P | GF | GC | Dif. | Clasificación |
| ---- | -------- | ---- | -- | - | -- | -- | - | -- | -- | ---- | ------------- |
| 1    | Portugal | 9    | 3  | 3 | 0  | 0  | 0 | 21 | 10 | +11  | Clasificado   |
| 2    | España   | 4    | 3  | 1 | 0  | 1  | 1 | 14 | 15 | −1   | Clasificado   |
| 3    | Polonia  | 3    | 3  | 1 | 0  | 0  | 2 | 11 | 12 | −1   |               |
| 4    | Francia  | 0    | 3  | 0 | 0  | 0  | 3 | 7  | 16 | −9   |               |

 Fuente: BSWW
| 10-10-2024 | Portugal                                                                                  | 6–1     | Polonia       | Cádiz, España               |                             |
|            | - Jordan 2', 26' - M. Pintado 17' - Coimbra 20' - R. Brilhante 23' - Witkowski 33' (o.g.) | Reporte | Brochocki 34' | Árbitro(s): Vitalij Gomolko | Árbitro(s): Vitalij Gomolko |

| 10-10-2024 | Francia                              | 3–3 (t. s.)(1–3 p.)        | España                                 | Cádiz, España                 |                               |
|            | - Gosselin 2', 35' - Basquaise 2'    | Reporte                    | - D. Ardil 11' - Chiky 24', 31'        | Árbitro(s): Saverio Bottalico | Árbitro(s): Saverio Bottalico |
|            |                                      | Tiros desde el punto penal |                                        |                               |                               |
|            | - Bru - Laassami - Constant - Varrel |                            | - Chiky - Pedro - Suli Batis - Domingo |                               |                               |

| 11-10-2024 | Portugal                                                                                    | 6–3     | Francia                          | Cádiz, España                  |                                |
|            | - M. Pintado 6' - Jordan 8' - B. Lopes 12' - Guerin 11' (a.g.), 16' (a.g.) - Bê Martins 13' | Reporte | - Laassami 5', 6' - Gosselin 24' | Árbitro(s): Eduards Borisevics | Árbitro(s): Eduards Borisevics |

| 11-10-2024 | España                                                               | 5–3     | Polonia                             | Cádiz, España               |                             |
|            | - Pietrasiak 7' (a.g.) - Suli Batis 16' - Chiky 26', 28' - Kuman 26' | Reporte | - Błaszczyk 4' - Brochocki 19', 19' | Árbitro(s): Vitalij Gomolko | Árbitro(s): Vitalij Gomolko |

| 2024-10-13 | Polonia                                                                              | 7–1     | Francia      | Cádiz, España           |                         |
| | - Kłopeć 1' - Bistuła 10' - Błaszczyk 14', 25' - Brochocki 16', 23' - Pietrasiak 18' | Reporte | Laassami 34' | Árbitro(s): Csaba Baghy | Árbitro(s): Csaba Baghy |
| Debido a la lluvia que hubo en 12 de octubre, algunos de los partidos se tuvieron que jugar al dís siguiente, lo que provocó que se cancelaran los partidos de ubicación programados para ese día. El campeón del torneo se decidió por los puntos acumulados durante el torneo. |                                                                                      |         |              |                         |                         |

| 13-10-2024 | España                                                           | 6–9     | Portugal                                                                                            | Cádiz, España                           |                                         |
| | - Suli Batis 6', 31' - Kuman 15', 36' - Domingo 21' - Juanmi 24' | Reporte | - Léo Martins 3', 9', 13' - P. Mano 18', 30' - M. Pintado 20', 25' - B. Lopes 32' - A. Lourenço 35' | Árbitro(s): Aurélien Planchais-Godefroy | Árbitro(s): Aurélien Planchais-Godefroy |
| Debido a la lluvia que hubo en 12 de octubre, algunos de los partidos se tuvieron que jugar al dís siguiente, lo que provocó que se cancelaran los partidos de ubicación programados para ese día. El campeón del torneo se decidió por los puntos acumulados durante el torneo. |                                                                  |         | |                                         |                                         |

## Clasificados al Mundial
| Equipo      | Apariciones desde 2005                                                |
| ----------- | --------------------------------------------------------------------- |
| Portugal    | 11 (2005, 2006, 2007, 2008, 2009, 2011, 2015, 2017, 2019, 2021, 2024) |
| España      | 9 (2005, 2006, 2007, 2008, 2009, 2013, 2015, 2021, 2024)              |
| Bielorrusia | 3 (2019, 2021, 2024)                                                  |
| Italia      | 9 (2006, 2007, 2008, 2009, 2011, 2015, 2017, 2019, 2024)              |

1 Negrita indica el año en el que fue campeón. Cursiva indica el año en el que fue en anfitrión.